# Парни из Джерси (фильм)
«Парни из Джерси» (англ. Jersey Boys) — американский музыкальный художественный фильм 2014 года режиссера и продюсера Клинта Иствуда, основанный на одноименном мюзикле 2005 года. Главные роли в нём сыграли Джон Ллойд Янг, Эрих Берген, Винсент Пьяцца, Кристофер Уокен. Картина рассказывает историю музыкальной группы The Four Seasons. Исполнительными продюсерами стали участники этой группы Фрэнки Валли и Боб Гаудио (последний ещё и написал музыку для фильма). Премьера картины состоялась 20 июня 2014 года. «Парни из Джерси» получили смешанные отзывы критиков, которые хвалили музыкальные номера, но критиковали сценарий, и собрал в мировом прокате 67 миллионов долларов.

## Сюжет
Главные герои фильма — четверо молодых людей, которые создают музыкальную группу под названием The Four Lovers, позже переименованную в The Four Seasons. Несколько их песен имеют коммерческий успех, однако вскоре возникают проблемы из-за долга перед мафией. Группа распадается, потом продолжает выступать в новом составе. В финале герои впервые за 20 лет снова выступают вместе и по очереди обращаются к публике со сцены.

## В ролях
- Джон Ллойд Янг — Фрэнки Валли
- Эрих Берген — Боб Гаудио
- Винсент Пьяцца — Томми Де Вито
- Кристофер Уокен — Джип Декарло
- Кэтрин Нардуччи — Мэри Ринальди
- Фрея Тингли — Фрэнсин Вэлли
- Майк Дойл — Боб Кру
- Стив Ширрипа — Вито
- Билли Гарделл — владелец магазина
- Франческа Иствуд — первая официантка

## Создание и оценки
В 2010 году компания GK Films купила права на экранизацию мюзикла «Парни из Джерси», а Маршалл Брикман и Рик Элис написали сценарий. В августе 2012 года Джон Фавро занял режиссёрское кресло, начался кастинг. В ноябре стало известно, что работа над фильмом приостановилась. В июне 2013 года режиссёром стал Клинт Иствуд, попросивший переписать сценарий. Актёров он постарался набрать из числа людей, игравших в мюзикле, а не более известных кинозвёзд. В итоге роль Валли получил Джон Ллойд Янг, Томми Де Вито сыграл Винсент Пьяцца, Эриха Бергена — Боб Гаудио. Съёмки проходили в Лос-Анджелесе, бюджет составил 58,6 миллиона долларов.
На сайте-агрегаторе отзывов Rotten Tomatoes фильм получил рейтинг 51 % со средней оценкой 5,9 из 10. По словам рецензентов с этого ресурса, «Парни из Джерси» «не настолько изобретательны и энергичны, как могли бы быть, но нельзя отрицать, что музыкальные эпизоды фильма приносят огромное удовольствие». На сайте Metacritic фильм получил 54 балла из 100, что указывает на «смешанные или средние отзывы». На CinemaScore зрители поставили ему среднюю оценку «А−» по шкале от А+ до F. Ричард Роупер оценил «Парней из Джерси» на «С+», написав, что временами фильм «передаёт электрическое возбуждение мюзикла, но на каждый захватывающий момент приходится 10 минут пререканий или раздумий». Валли раскритиковал картину в интервью Daily Express в 2015 году за недостаток музыки, за съёмки в студии, а не на месте событий, за ряд кастинговых решений.
«Парни из Джерси» собрали в прокате 47 миллионов долларов в Северной Америке и 20,6 миллиона в остальных странах.